# ماتيوس فيريرا دا سيلفا
ماتيوس فيريرا دا سيلفا هو لاعب كرة قدم برازيلي في مركز الدفاع، ولد في 3 يوليو 1995 في Marilac ‏ في البرازيل. لعب مع نادي إيتوانو.

## وصلات خارجية
- ماتيوس فيريرا دا سيلفا على موقع قاعدة بيانات كرة القدم.إي يو (الإنجليزية)
- ماتيوس فيريرا دا سيلفا على موقع Soccerway.com (الإنجليزية)